# Saison 3 des Experts : Manhattan
Chronologie
Saison 2 Saison 4
Cet article présente le guide des épisodes de la troisième saison de la série télévisée Les Experts : Manhattan (CSI: NY).

## Distribution de la saison

### Acteurs principaux
- Gary Sinise (V.F.: Bernard Gabay) : Det. Mac Taylor
- Melina Kanakaredes (V.F.: Céline Monsarrat) : Stella Bonasera
- Carmine Giovinazzo (V.F.: Sébastien Desjours) : Danny Messer
- Anna Belknap (V.F.: Barbara Kelsch) : Lindsay Monroe
- Hill Harper (V.F.: Daniel Lobé) : Dr Sheldon Hawkes
- Eddie Cahill (V.F.: Thomas Roditi) : Det. Donald "Don" Flack Junior

### Acteurs récurrents et invités
- A.J. Buckley (V.F.: Gwendal Anglade) : Adam Ross
- Robert Joy (V.F.: Max André) : Dr Sid Hammerback
- Emmanuelle Vaugier : Détective Jessica Angell
- Claire Forlani : Dr Peyton Driscoll
- Edward Furlong : Shane Casey
- Carmen Argenziano : Insp. Stanton Gerrard
- Hal Ozsan : Tony DeLuca (épisode 6)
- Angela Sarafyan : Sara Jackson (épisode 6)
- Lindy Booth : Tess Larson (épisode 6)
- Meghan Markle : Veronica Perez (épisode 7)
- Nikki Deloach : Lorelie Dennis (épisode 7)
- Dianna Agron : Jessica Gunn (épisode 7)
- Heather Hemmens : Paris Brooks (épisode 7)
- Sheryl Lee : Ellen Garner (épisode 9)
- Jana Kramer : Paige Rowand (épisode 10)
- John Wesley Shipp : Patrick Quinn (épisode 10)
- Marlee Matlin : Gina Mitchum (épisode 12)
- Sasha Cohen : Krista Palmer (épisode 12)
- Russell Harvard : Cole Rowen (épisode 12)
- Ryan McPartlin : Terry Rockwell (épisode 13)
- Candis Cayne : Quentin Conrad (épisode 14)
- Nelly Furtado : Ava Brandt (épisode 15)
- Justin Hartley : Elliott Bevins (épisode 16)
- Jodi Lyn O'Keefe : Melodee Costanza (épisode 17)
- Brianna Brown : Heidi Pescow (épisode 17)
- Shailene Woodley : Evie Pierpont (épisode 19)
- Amy Davidson : Carolyn Clark (épisode 21)
- Danny Pino : Scotty Valens (épisode 22)
- John McEnroe : Lui-même et Jimmy Nelson (épisode 23)

## Épisodes

### Épisode 48:Le Saut de l'ange
- États-Unis /  Canada : 20 septembre 2006 sur CBS / CTV[1]
- France : 12 mai 2007 sur TF1
- Québec : 7 janvier 2008 sur TQS

- États-Unis : 16,11 millions de téléspectateurs[2] (première diffusion)
- Canada : 2,403 millions de téléspectateurs[3] (première diffusion)
- France : 6,2 millions de téléspectateurs[4] (Rediffusion 2009)

- Robert Joy (Dr Sid Hammerback)
- Claire Forlani (Dr Peyton Driscoll)
- Emmanuelle Vaugier (Dét. Jennifer Angell)
- A.J. Buckley (Adam Ross)
- Michael Nouri (Denney Lancaster)
- James Ferris (Clarence Rome)
- Marcy McCusker (Margo Demme)
- Heidi Moneymaker (Cassidy Daniels)
- Sabine Singh (Erica Lancaster)
- John Brently Reynolds (Picasso)
- Charity Rahmer (Dori Richards)
- Kiyano La'Vin (Asad Jamilla)
- Jason Alan Smith (Sam McFarland)
- Katie Gill (Vanessa May)
- Justin Clynes (Trey Foster)

### Épisode 49:Les Braqueuses
- États-Unis /  Canada : 27 septembre 2006 sur CBS / CTV
- France : 12 mai 2007 sur TF1
- Québec : 14 janvier 2008

- États-Unis : 16,21 millions de téléspectateurs[5] (première diffusion)
- Canada : 2,308 millions de téléspectateurs[6] (première diffusion)

- Robert Joy (Dr Sid Hammerback)
- Claire Forlani (Dr Peyton Driscoll)
- Emmanuelle Vaugier (Det. Jennifer Angell)
- A.J. Buckley (Adam Ross)
- Lisa Jay (Holly #3/Dana)
- Andrea Bogart (Holly #1/Beth)
- Valerie Azlynn (Eve Demming)
- Lynn Borden (Vieille femme aux toutous)
- M. Martin Mapoma (Adir/Mosi)
- Sandra Vidal (Potiche)
- Brad Schmidt (Jeremy Bloomfield)
- Justin Meloni (Sal Bovado)
- Rafael J. Noble (Technicien du polygraphe)
- Steve Cell (Patrick Lantana)
- Gina St. John (Journaliste n°1)
- Cassius Willis (Journaliste n°2)
- Mary Ann Hermansen (Journaliste n°3)

### Épisode 50:Froide vengeance
- États-Unis /  Canada : 4 octobre 2006 sur CBS / CTV
- France : 29 août 2007 sur TF1
- Québec : 21 janvier 2008[7]

- États-Unis : 15,73 millions de téléspectateurs[8] (première diffusion)
- Canada : 2,593 millions de téléspectateurs[9] (première diffusion)
- France : 7,77 millions de téléspectateurs[10] (première diffusion)

- Robert Joy (Dr Sid Hammerback)
- Robert Parks-Valletta (Stewart Kittredge)
- Michelle Pierce (Jennifer Anderson)
- Shane Johnson (Liam Griffin)
- Lori Rom (Sharon Cates)
- Chris Meyer (Colin Flynn)
- Matt Carmody (Michael Gibson)
- Marcus A. York (Richard Keith)
- Lauren Rose Lewis (Tonya Nettles)
- Jamie Proctor (Heather Ryan)
- Giggi Thesman (femme)

### Épisode 51:Messages codés
- États-Unis /  Canada : 11 octobre 2006 sur CBS / CTV
- France : 29 août 2007 sur TF1
- Québec : 28 janvier 2008

- États-Unis : 17,97 millions de téléspectateurs[11] (première diffusion)
- Canada : 2,577 millions de téléspectateurs[12] (première diffusion)
- France : 7,37 millions de téléspectateurs[10] (première diffusion)

- Robert Joy (Dr Sid Hammerback)
- Edward Furlong (Shane Casey)
- Jonathan Tchaikovsky (Ethan Tierney)
- Justin Brannock (Blake Zahn)
- Kit Paquin (Alyssa Ryan)
- Stacie Nichole Davis (Olivia Madison)
- Dean West (Josh Knolls)
- Chris Engen (John Hayes)
- Tyler James Velarde (Ian à 10 ans)
- Luke Zampas (Shane à 8 ans)

### Épisode 52:Filles d'enfer
- États-Unis /  Canada : 18 octobre 2006 sur CBS / CTV
- France : 5 décembre 2007 sur TF1
- Québec : 4 février 2008

- États-Unis : 15,99 millions de téléspectateurs[13] (première diffusion)
- Canada : 2,548 millions de téléspectateurs[14] (première diffusion)
- France : 8,105 millions de téléspectateurs[15] (première diffusion)

- Robert Joy (Dr Sid Hammerback)
- A.J. Buckley (Adam Ross)
- Mary-Margaret Humes (Helen St-Sanders)
- SuicideGirls:
  - Missy Suicide
  - Al Suicide / Alice
  - Amina Munster
  - Fractal Suicide
  - Sawa Suicide
  - Nixon Suicide
  - Razzi Suicide
  - Zoli Suicide
- Allison Miller (Omen Suicide / Caren St-Sanders)
- Pancho Demmings (Alonzo Chopper Tevis)
- Marvin Jordan (Dante Hope)
- Natashia Williams (Kendra Tevis)
- Joshua Campbell (Father Crawford)
- Hector Atreyu Ruiz (Moody)
- Jayson Blair (Punker Kid/Archie Lambert)
- Kenny Copeland Jr. (Taurus Tevis)
- Jack Hannibal (Clay Becker)
- Stephanie Denise Griffin (Lily Becker)
- Darrell Allen Lambert (Marcus)

### Épisode 53:Publicité macabre
- États-Unis /  Canada : 25 octobre 2006 sur CBS / CTV
- France : 5 septembre 2007 sur TF1
- Québec : 11 février 2008

- États-Unis : 17,42 millions de téléspectateurs[16] (première diffusion)
- Canada : 2,269 millions de téléspectateurs[17] (première diffusion)
- France : 9,578 millions de téléspectateurs[18] (première diffusion)

- Robert Joy (Dr Sid Hammerback)
- A.J. Buckley (Adam Ross)
- Dedee Pfeiffer (Grace Thomason)
- Jill Latiano (Mandi Foster)
- Hal Ozsan (Tony DeLuca)
- Angela Sarafyan (Sara Jackson)
- Lindy Booth (Tess Larson)
- Keith Stone (Todd)
- Greg Wrangler (Daniel Thomason)

### Épisode 54:Train d'enfer
- États-Unis /  Canada : 1er novembre 2006 sur CBS / CTV
- France : 5 septembre 2007 sur TF1
- Québec : 18 février 2008 sur TQS

- États-Unis : 16,64 millions de téléspectateurs[19] (première diffusion)
- Canada : 2,357 millions de téléspectateurs[20] (première diffusion)
- France : 9,068 millions de téléspectateurs[18] (première diffusion)

- Robert Joy (Dr Sid Hammerback)
- Claire Forlani (Dr Peyton Driscoll)
- Emmanuelle Vaugier (Det. Jennifer Angell)
- Jeremy Luke (Randy Kern)
- Melina Madsen (Jenny Anders)
- Austin Peck (Daniel Gecko)
- Mark Totty (James McQuinn)
- Marsh Mokhtari (Grant Jordan)
- Stephen Full (Lawrence)
- Meghan Markle (Veronica Perez)
- Nikki Deloach (Lorelie Dennis)
- Jon Prescott (Nick Gunn)
- Dianna Agron (Jessica Gunn)
- Heather Hemmens (Paris Brooks)
- Suzanna Guzmán (Madame Butterfly)

### Épisode 55:Trois kilos de moins
- États-Unis /  Canada : 8 novembre 2006 sur CBS / CTV
- France : 25 septembre 2007 sur TF1
- Québec : 25 février 2008

- États-Unis : 16,77 millions de téléspectateurs[21] (première diffusion)
- Canada : 2,146 millions de téléspectateurs[22] (première diffusion)
- France : 8,05 millions de téléspectateurs[23] (première diffusion)

- Robert Joy (Dr Sid Hammerback)
- A.J. Buckley (Adam Ross)
- Kyle Gallner (Reed Garrett)
- Lewis Tan (Kym Tanaka)
- Erin Chambers (Verna Welke)
- Christian Monzon (Daryn Kramer)
- Greg Siff (Evan Kelneck)
- Robbie Alexander (Cyrus Menlo)
- Michael King (Det. Dean Truby)
- Terry Wilkerson (Lamont Tyson)
- Spencer Hill (Dennis Roubian)

### Épisode 56:Sans visage
- États-Unis /  Canada : 15 novembre 2006 sur CBS / CTV
- France : 25 septembre 2007 sur TF1
- Québec : 3 mars 2008

- États-Unis : 16,18 millions de téléspectateurs[24] (première diffusion)
- Canada : 2,217 millions de téléspectateurs[25] (première diffusion)
- France : 8,39 millions de téléspectateurs[23] (première diffusion)

- Robert Joy (Dr Sid Hammerback)
- A.J. Buckley (Adam Ross)
- Kimberly Pfeffer (Nicole Garner)
- Stefanie Butler (Heather Rollins)
- Sheryl Lee (Ellen Garner)
- Mel Harris (Julie Rollins)
- Sam Anderson (Dr Richards)
- Richard Tyson (Frank Russo)
- Michael Grant Terry (Matt Huxley)
- Mark Colson (Kevin Green)
- Richard Varga (Médecin)
- Courtenay Kellen Taylor (Infirmière Evette)
- Angela Marsden (Urgentiste #1)
- Perry Kelly (Urgentiste #2)
- John Lorenzo (Chauffeur de taxi)

### Épisode 57:Tombés du ciel
- États-Unis /  Canada : 22 novembre 2006 sur CBS / CTV
- France : 10 octobre 2007 sur TF1
- Québec : 10 mars 2008

- États-Unis : 15,31 millions de téléspectateurs[26] (première diffusion)
- Canada : 2,328 millions de téléspectateurs[27] (première diffusion)
- France : 8,898 millions de téléspectateurs[28] (première diffusion)

- Robert Joy (Dr Sid Hammerback)
- Kyle Gallner (Reed Garrett)
- John Wesley Shipp (Patrick Quinn)
- Josie DiVincenzo (Candace Broadbent)
- Maitland McConnell (Autumn Archerson)
- Stacy Haiduk (Debra Archerson)
- Erik Scott Smith (Jesse Quinn)
- Sean Rose (Chaz Archerson)
- Tim Abell (Edward Archerson)
- Jana Kramer (Paige Rowand)
- Lela Loren (Jo O'Keffe)
- Gino Montesinos (Howie Davis)
- Trevor Graciano (Ray Seeley)
- Karl Brian Miller (Charmeur de serpents)
- Levi Ogner (Tim Swirsky)

### Épisode 58:Machination infernale
- États-Unis /  Canada : 29 novembre 2006 sur CBS / CTV
- France : 10 octobre 2007 sur TF1
- Québec : 17 mars 2008

- États-Unis : 16,43 millions de téléspectateurs[29] (première diffusion)
- Canada : 2,423 millions de téléspectateurs[30] (première diffusion)
- France : 9,748 millions de téléspectateurs[28] (première diffusion)

- Robert Joy (Dr Sid Hammerback)
- Claire Forlani (Dr Peyton Driscoll)
- Edward Furlong (Shane Casey)
- Emmanuelle Vaugier (Det. Jennifer Angell)
- John Kapelos (Bobby Rossmore)
- Sean Blakemore (Nick Davis)
- Carmen Argenziano (Captaine Gerrard)
- Anthony Giangrande (Tom Fester)
- Alesha Clarke (Kelly Jones)
- Yun Choi (Officier #1)
- Jason Earl Carter (Peep Show Guy)
- Jamison Haase (Gardien de la prison de Rikers)
- Ilia Volok (Gabe)
- Mickey Maxwell (Serveur)

### Épisode 59:Meurtres en silence
- États-Unis /  Canada : 13 décembre 2006 sur CBS / CTV
- France : 31 octobre 2007 sur TF1
- Québec : 24 mars 2008

- États-Unis : 15,83 millions de téléspectateurs[31] (première diffusion)
- Canada : 1,794 million de téléspectateurs[32] (première diffusion)
- France : 9,01 millions de téléspectateurs[33] (première diffusion)

- Robert Joy (Dr Sid Hammerback)
- Claire Forlani (Dr Peyton Driscoll)
- Marlee Matlin (Gina Mitchum)
- Sasha Cohen (Krista Palmer)
- Jerry Ferris (Officer Marty Santucci)
- Spero Dedes (lui-même)
- Greg Zola (Dr Tom Howard)
- Russell Harvard (Cole Rowen)
- Garrett Strommen (Seth Wolf)
- Amber Stanton (Allison Mitchum)
- Troy Kotsur (Dennis Mitchum)
- Steve Edward Stone (Frank Hunt)
- Jaclyn Kerhulas (Officer Kalen Feeney)
- Lisa Marie Zaura (Mackenzie Wade)

### Épisode 60:Obsession
- États-Unis : 17 janvier 2007 sur CBS
- France : 31 octobre 2007 sur TF1
- Québec : 31 mars 2008

- États-Unis : 13,77 millions de téléspectateurs[34] (première diffusion)
- France : 8,9 millions de téléspectateurs[33] (première diffusion)

- Robert Joy (Dr Sid Hammerback)
- A.J. Buckley (Adam Ross)
- Emmanuelle Vaugier (Detective Jennifer Angell)
- Ryan McPartlin (Terry Rockwell)
- Whitney Able (Rita Steinway)
- Alayna Corrick (Carla Kent)
- Griff Furst (Artemis Hunt)
- Tyler King (Darin Carver)
- Zachary Sauers (Gamin)
- Michael Lutz (Bruce Abbott)
- Stephanie Turner (Brandi Kaplan)
- Miguel Angel Caballero (Hector)
- Chad Morgan (Liz Grayson)
- Brad Pennington (Morgan)
- Timothy George Connolly (Alex Martin)

### Épisode 61:Erreur sur la personne
- États-Unis : 24 janvier 2007 sur CBS
- France : 7 novembre 2007 sur TF1
- Québec : 7 avril 2008

- États-Unis : 13,35 millions de téléspectateurs[35] (première diffusion)
- France : 10,202 millions de téléspectateurs[36] (première diffusion)

- Robert Joy (Dr Sid Hammerback)
- Candis Cayne (Quentin Conrad)
- Rick Ravanello (Congressman Eric Garth)
- Jim Devoti (Steffen Cross)
- Ryan Bittle (Jackson Rudnick)
- Ben Parrillo (Frank Clark)
- Allicia Ziegler (Dana Haines)
- Willam Belli (Candy Darling)
- Jazzmun (en) (Bambi)
- Jerry Zatarain Jr. (Drew)
- Terasa Livingstone (Andrea Westbrook)
- Robert Merrill (Thomas Hanson)
- Lauren Melendez (Tracey)
- Brad Raider (Justin)
- Chaz Griffin (Sean)
- DaJuan Johnson (Trey Williams)
- Katerina Goode (Danseur #1)
- Kyausha Simpson (Danseur #2)
- Peppermint (Imitatrice)

### Épisode 62:Voleuse de luxe
- États-Unis : 7 février 2007 sur CBS
- France : 7 novembre 2007 sur TF1
- Québec : 14 avril 2008

- États-Unis : 14,97 millions de téléspectateurs[37] (première diffusion)
- France : 10,939 millions de téléspectateurs[36] (première diffusion)

- Robert Joy (Dr Sid Hammerback)
- A.J. Buckley (Adam Ross)
- Emmanuelle Vaugier (Det. Jennifer Angell)
- Kyle Gallner (Reed Garrett)
- Nelly Furtado (Ava Brandt)
- Matt Barr (Thomas Brighton)
- Scott Kinworthy (Eddie Williams)
- Sarah Christine Smith (Marisa Richardson)
- Logan Bartholomew (Brian Miller)
- Matt Hoffman (Chris Campbell)
- Todd Cahoon (Anthony Fabrizio)

### Épisode 63:Cœur de verre
- États-Unis /  Canada : 14 février 2007 sur CBS / CTV
- France : 14 novembre 2007 sur TF1
- Québec : 21 avril 2008[38]

- États-Unis : 14,81 millions de téléspectateurs[39] (première diffusion)
- Canada : 2,639 millions de téléspectateurs[40] (première diffusion)
- France : 10,32 millions de téléspectateurs[41] (première diffusion)

- Claire Forlani (Dr Peyton Driscoll)
- Robert Joy (Dr Sid Hammerback)
- A.J. Buckley (Adam Ross)
- Emmanuelle Vaugier (Det. Jennifer Angell)
- Justin Hartley (Elliott Bevins)
- Ashley Jones (Kennedy Gable)
- Brian Hallisay (Emery Gable)
- Jason Olive (en) (Russell Ballard)
- Brooklyn Sudano (Colleen Ballard)
- Rachel Perry (Rebecca Monin)
- Bar Paly (Mia Opal)
- Nicole Mandich (Diane Langston)
- April Nichole Ennis (Infirmière)
- Jackson Davis (Justin McKinney)
- Dan Warner (Technicien du polygraphe)

### Épisode 64:L'Arche de Noé
- États-Unis /  Canada : 21 février 2007 sur CBS / CTV
- France : 21 novembre 2007 sur TF1
- Québec : 28 avril 2008

- États-Unis : 13,67 millions de téléspectateurs[42] (première diffusion)
- France : 7,14 millions de téléspectateurs[43] (première diffusion)

- Robert Joy (Dr Sid Hammerback)
- A.J. Buckley (Adam Ross)
- Judd Nelson (Sander Gillis)
- Jodi Lyn O'Keefe (Melodee Costanza)
- Christian Campbell (Noah Hubler/Patrick)
- Cedric Pendleton (Jim Easman)
- Jennifer O'Dell (Janice DeMartino)
- Jeff Denton (Vince Massoni)
- Brianna Brown (Heidi Pescow)
- Megan Linder (Femme en détresse)
- Brady Matthews (Damon Caro)
- Nate Noggle (Mr. Strauss)
- Fatimah Adams (Mrs. Herzlinger)
- George Young Warner (Roger Thomas)
- Jaclyn Kerhulas (Mrs. Marber)
- Dave Bursin (Gardien de girafe)

### Épisode 65:Le Prestige
- États-Unis /  Canada : 28 février 2007 sur CBS / CTV
- France : 14 novembre 2007 sur TF1
- Québec : 1er septembre 2008[44]

- États-Unis : 14,33 millions de téléspectateurs[45] (première diffusion)
- Canada : 2,413 millions de téléspectateurs[46] (première diffusion)
- France : 9,92 millions de téléspectateurs[41] (première diffusion)

- Robert Joy (Dr Sid Hammerback)
- Criss Angel (Luke Blade)
- Alan Smyth (Rupert Lanigan)
- Jamison Jones (Austin Cannon)
- Kelly Connolly (Vienna Hyatt)
- Ashley Rickards (Lindsay jeune)
- Michael McLafferty (Journaliste #1)
- Nick Kiriazis (Procureur)
- Angie Hill (Présidente du jury)
- Yuri Brown (Journaliste #2)

### Épisode 66:Meurtre à la française
- États-Unis : 21 mars 2007 sur CBS
- France : 21 novembre 2007 sur TF1
- Québec : 8 septembre 2008

- États-Unis : 13,64 millions de téléspectateurs[47] (première diffusion)
- France : 9,92 millions de téléspectateurs[43] (première diffusion)

- Robert Joy (Dr Sid Hammerback)
- A.J. Buckley (Adam Ross)
- Carmen Argenziano (Commandant Stanton Gerrard)
- Shailene Woodley (Evie Pierpont)
- James Black (Luther Vandeross)
- Ross Gibby (Jackson Pillock)
- Joseph Rye (Ambassadeur)
- Louise Linton (Simone Delille)
- Eli Goodman (Greg Sanford)
- Christopher Maleki (en) (Gavin Bridge)
- Dana Cuomo (Clarissa Evans)
- Dan Buran (Alec Green)
- Reynaldo Valentin (Julian Feeney)

### Épisode 67:Le Chevalier de Central Park
- États-Unis : 11 avril 2007 sur CBS
- France : 21 novembre 2007 sur TF1
- Québec : 15 septembre 2008

- États-Unis : 12,64 millions de téléspectateurs[48] (première diffusion)
- France : 9,18 millions de téléspectateurs[43] (première diffusion)

- Claire Forlani (Dr Peyton Driscoll)
- Robert Joy (Dr Sid Hammerback)
- Terrell Tilford (Quinn Brookman)
- Chris Payne Gilbert (Dr Henry Kroft)
- Ryan Doom (Christopher Bowfield)
- Quincy Dunn-Baker (J.J. Huntsville)
- Wade Mylius (Sans-abri)
- Joseph Williamson (Derek Curson)
- Fiona Gubelmann (Isabella Cooksey)
- Ryan Johnson (Bob Smith)
- Neill Skylar (Jennie Parker)

### Épisode 68:Passé imparfait
- États-Unis : 25 avril 2007 sur CBS
- France : 5 décembre 2007 sur TF1
- Québec : 22 septembre 2008

- États-Unis : 11,40 millions de téléspectateurs[49] (première diffusion)
- France : 10,315 millions de téléspectateurs[15] (première diffusion)

- Carmen Argenziano (Commandant Stanton Gerrard)
- Robert Joy (Dr Sid Hammerback)
- A.J. Buckley (Adam Ross)
- Joey Lawrence (Clay Dobson)
- Amy Davidson (Carolyn Clark)
- Mark Kiely (Jesse Colson)
- Pasha Lychnikoff (Yuri Sokov)
- William Gregory Lee (Martin Boggs)
- Ashley Edner (Liane Zackler)
- Scot Davis (Scott Colson)
- Jos Viramontes (Dr Marc Bergstrom)
- Roberta Hanlen (Naomi Lawrence)
- Jinny Lee Story (Katie Lawrence)
- Nakia Syvonne (Rene Vanderfeld)
- Schuyler Yancey (Justin Parks)
- Donna Pieroni (Bearded Lady)
- Michael Robert Brandon (Devil Man)
- Amir Ali Said (Nicky)
- Zack Savage (Zander)

### Épisode 69:Sœurs de sang
- États-Unis : 2 mai 2007 sur CBS
- France : 5 décembre 2007 sur TF1
- Québec : 29 septembre 2008[50]

- États-Unis : 13,00 millions de téléspectateurs[51] (première diffusion)
- France : 9,862 millions de téléspectateurs[15] (première diffusion)

- Carmen Argenziano (Commandant Stanton Gerrard)
- Robert Joy (Dr Sid Hammerback)
- A.J. Buckley (Adam Ross)
- Danny Pino (Det. Scotty Valens)
- Mykelti Williamson (Capitaine Brigham Sinclair)
- Joey Lawrence (Clay Dobson)
- Annika Peterson (Mindy Sanchez / Erin Yates / Victoria Paige)
- Baelyn Neff (Jessica Simms)
- Bruce Nozick (Gene Hartley)
- Sandra Nelson (Marilyn Bennett)
- John Patrick Amedori (T.J. Lindmark)
- Casey Adams (Toby Finch)
- Brenna Radding (Stella jeune)
- Caitlin Elizabeth Baunoch (Mindy jeune)
- Miles Williams (Enfant de chœur #1)
- Brian D'Addario (Enfant de chœur #2)
- Mel Fair (Journaliste #1)
- Ijeoma Njaka (Journaliste #2)

### Épisode 70:Double jeu
- États-Unis : 9 mai 2007 sur CBS
- France : 12 décembre 2007 sur TF1
- Québec : 6 octobre 2008

- États-Unis : 12,83 millions de téléspectateurs[52] (première diffusion)
- France : 9,012 millions de téléspectateurs[53] (première diffusion)

- Carmen Argenziano (Commandant Stanton Gerrard)
- Robert Joy (Dr Sid Hammerback)
- Claire Forlani (Dr Peyton Driscoll)
- John McEnroe (Jimmy Nelson / lui-même)
- Mykelti Williamson (Brigham Sinclair)
- Joey Lawrence (Clay Dobson)
- Heather Mazur (Natalie Greer)
- Michael King (Dean Truby)
- Steve Kramer (Juge)
- Whitney Anderson (Angie Cusato)
- Bryan Becker (Tony Russo)
- Lacey Beeman (Calley)
- Nick Ballard (Ethan)
- Neal Bledsoe (Sam Friar)
- Craig Amendola (policier)

### Épisode 71:Journée blanche
- États-Unis /  Canada : 16 mai 2007 sur CBS / CTV
- France : 12 décembre 2007 sur TF1
- Québec : 13 octobre 2008

- États-Unis : 13,07 millions de téléspectateurs[54] (première diffusion)
- Canada : 1,975 million de téléspectateurs[55] (première diffusion)
- France : 8,672 millions de téléspectateurs[53] (première diffusion)

- Robert Joy (Dr Sid Hammerback)
- A.J. Buckley (Adam Ross)
- Claire Forlani (Dr Peyton Driscoll)
- Shane Brolly (Colm Gunn)
- Tom Archdeacon (Jackie Doyle)
- David McSweeney (Bobby Maloney)
- Chris Monberg (Sean Kelly)
- Rob Zabrecky (Professeur)
- Tom McComas (Billy Morrison)
- Gina St. John (journaliste)
- Michael McLafferty (journaliste)